# Aldina insignis
Aldina insignis là một loài thực vật có hoa trong họ Đậu. Loài này được (Benth.) Endl. miêu tả khoa học đầu tiên.